# Yenda
Yenda – miasto w Australii, w stanie Nowa Południowa Walia.